# Sydney International 1999 - Qualificazioni doppio femminile
Le qualificazioni del doppio femminile dello Sydney International 1999 sono state un torneo di tennis preliminare per accedere alla fase finale della manifestazione. I vincitori dell'ultimo turno sono entrati di diritto nel tabellone principale. In caso di ritiro di uno o più giocatori aventi diritto a questi sono subentrati i lucky loser, ossia i giocatori che hanno perso nell'ultimo turno ma che avevano una classifica più alta rispetto agli altri partecipanti che avevano comunque perso nel turno finale.

## Giocatrici

### Teste di serie
1. Sonya Jeyaseelan /  Janet Lee (qualificate)

1. Trudi Musgrave /  Bryanne Stewart (ultimo turno)

### Qualificate
1. Sonya Jeyaseelan /  Janet Lee

## Tabellone qualificazioni

### Legenda
| - Q = Qualificato - WC = Wild card - LL = Lucky loser | - ALT = Alternate - SE = Special Exempt - PR = Protected Ranking | - w/o = Walkover - r = Ritirato - d = Squalificato |

|  | Primo turno | Primo turno                     | Primo turno                    |                                |                                 | Secondo turno | Secondo turno | Secondo turno |  |  | Ultimo turno | Ultimo turno               | Ultimo turno |
|  |             |                                 |                                |                                |                                 |               |               |               |  |  |              |                            |              |
|  | 1           | Sonya Jeyaseelan Janet Lee      |                                |                                |                                 |               |               |               |  |  |              |                            |              |
|  |             | Bye                             |                                |                                |                                 |               |               |               |  |  |              |                            |              |
|  |             | 1                               | Sonya Jeyaseelan Janet Lee     | 8                              |                                 |               |               |               |  |  |              |                            |              |
|  |             |                                 |                                | 8                              |                                 |               |               |               |  |  |              |                            |              |
|  |             |                                 | Jana Kandarr Magüi Serna       | 4                              |                                 |               |               |               |  |  |              |                            |              |
|  |             | Jana Kandarr Magüi Serna        | Jana Kandarr Magüi Serna       | 4                              |                                 |               |               |               |  |  |              |                            |              |
|  |             |                                 |                                |                                |                                 |               |               |               |  |  |              |                            |              |
|  |             | Bye                             |                                |                                |                                 |               |               |               |  |  |              |                            |              |
|  |             |                                 |                                |                                |                                 |               |               |               |  |  | 1            | Sonya Jeyaseelan Janet Lee | 8            |
|  |             |                                 | 2                              | Trudi Musgrave Bryanne Stewart | 2                               |               |               |               |  |  |              |                            |              |
|  |             | Marketa Kochta Raluca Sandu     | 8                              |                                |                                 |               |               |               |  |  |              |                            |              |
|  |             | Alice Canepa Mariana Díaz Oliva | 9                              |                                |                                 |               |               |               |  |  |              |                            |              |
|  |             | Alice Canepa Mariana Díaz Oliva | 9                              |                                | Alice Canepa Mariana Díaz Oliva | 6             |               |               |  |  |              |                            |              |
|  |             |                                 |                                |                                | Alice Canepa Mariana Díaz Oliva | 6             |               |               |  |  |              |                            |              |
|  |             | 2                               | Trudi Musgrave Bryanne Stewart | 8                              |                                 |               |               |               |  |  |              |                            |              |
|  |             | 2                               | Trudi Musgrave Bryanne Stewart | 8                              | Bye                             |               |               |               |  |  |              |                            |              |
|  |             |                                 |                                |                                |                                 |               |               |               |  |  |              |                            |              |
|  | 2           | Trudi Musgrave Bryanne Stewart  |                                |                                |                                 |               |               |               |  |  |              |                            |              |